# Micropsectra hydra
Micropsectra hydra е насекомо от разред Двукрили (Diptera), семейство Хирономидни (Chironomidae).